# Ana Roque de Duprey
Ana Roqué de Duprey, de naixement Ana Roqué Geigel, també coneguda amb els pseudònims Flor del Valle o Aguenora, (Aguadilla, Puerto Rico, 18 d'abril de 1853 – Río Piedras, octubre de 1933), va ser una educadora, escriptora, científica, editora, sufragista i una de les fundadores de la Universitat de Puerto Rico. És considerada també la fundadora del feminisme a Puerto Rico.

## Primers anys
Filla de Ricardo Roque i Ana Cristina Geigel Suárez, Ana Roqué vivia entre llibres i havia après a escriure als tres anys. La seva mare va morir quan ella només en tenia quatre i va ser criada pel seu pare, la seva tieta i la seva àvia, Ana Echevarría Sapia de Roqué, tots ells mestres. L'any 1860, quan Roqué tenia set anys, la van enviar a una escola ordinària, i dos anys més tard es va graduar. Va continuar la seva educació a casa i el 1864, amb onze anys, es va convertir en l'ajudant de professor més jove de Puerto Rico. El 1866, als 13 anys, va fundar una escola a casa seva. També va escriure un llibre de text de geografia per als seus estudiants, que més tard va ser adoptat pel Departament d'Educació de Puerto Rico: Elementos de geografía universal para la ensenñanza primaria, elemental y superior (1888). Va sol·licitar la llicència de professora i va aprovar els exàmens.

## Primera dona porto-riquenya membre de la Biblioteca Pública
Al 1872 es va casar amb Luis Duprey, un terratinent acomodat que es dedicava a la política. En el moment del seu matrimoni, Duprey era propietari d'esclaus, i una de les condicions de Roqué per casar-se era que pogués educar els esclaus. Va desenvolupar un interès per la política de Puerto Rico. Amb Duprey, va tenir cinc fills. Tres van sobreviure fins a l'edat adulta: Luis Enrique, Borinquen i Amèrica.
La família es va traslladar a la capital, San Juan, on es va convertir en la primera dona a ser admesa a l'Ateneu de Puerto Rico i la primera dona membre de la Biblioteca Pública. Durant el seu temps lliure, va compondre música. El 1880 va morir el seu marit, deixant-la amb nens encara petits.

## Autora i editora
Al 1884, a Roqué se li va oferir una plaça de mestra a Arecibo, que va acceptar. També es va matricular a l'Institut Provincial, on va estudiar filosofia i ciències i va obtenir-ne la llicenciatura. El 1899, Roque va ser nomenada directora de l'Escola Normal de San Juan.
El 1888 va fundar la revista artística Euterpe, que publicava notícies sobre música, ciència, art i moda, entre d'altres.
El 1898, Roqué va fundar La Mujer, la primera revista "únicament per a dones" a Puerto Rico, i la primera revista porto-riquenya que tenia com a editora una dona. També va escriure articles als diaris El Buscapie, El Imparcial i El Mundo.
Va fundar altres publicacions femenines i també d'interès general, que propulsaven el progrés, l'emancipació ideològica i política de la dona com: La Evolución (1902), La Mujer del Siglo XX (1907), Album Puertorriqueño (1918) i El Heraldo de la Mujer (1920), una revista mensual. Entre les seves col·laboradores hi havia la poeta porto-riquenya Trina Padilla de Sanz, Concha Meléndez i Carmela Eulate Sanjurjo.
A més d'articles, Roqué va escriure diversos llibres, tant de ficció com de no ficció, entre els quals destaquen fins a 32 novel·les, que van ser molt populars: Sara, la Obrera (1895), que presenta l'explotació de la dona i les condicions laborals d'obrers i camperols al Puerto Rico del segle XIX', i Luz y Sombra (1903), en què presenta la burgesia de l'època, i els costums urbans i rurals d'aquella societat patriarcal porto-riquenya.

## Científica
Roqué havia estudiat botànica, zoologia, astronomia i, doncs, havia adquirit una formació científica. Així, a principis del 1900, Roqué també va començar a treballar per a la Botánica Antillana, un estudi de la flora del Carib per al qual va documentar més de 6.000 espècies de plantes amb il·lustracions en color així com les seves propietats medicinals i agrícoles, una obra que es pot considerar un dels documents científics i de difusió de coneixement sobre plantes i arbres més importants de principis del segle XX a Amèrica.”
Al 1908, el seu llibre Estudi sobre la flora porto-riquenya va rebre elogis i la medalla de plata de l'organització de la commemoració del Quart Centenari de la Colonització Cristiana de Puerto Rico.”
Roque, que també tenia passió per l'astronomia, va ser nomenada membre honorària de la Societat d'Astrònoms de París.

## Educadora i fundadora de la Universitat de Puerto Rico

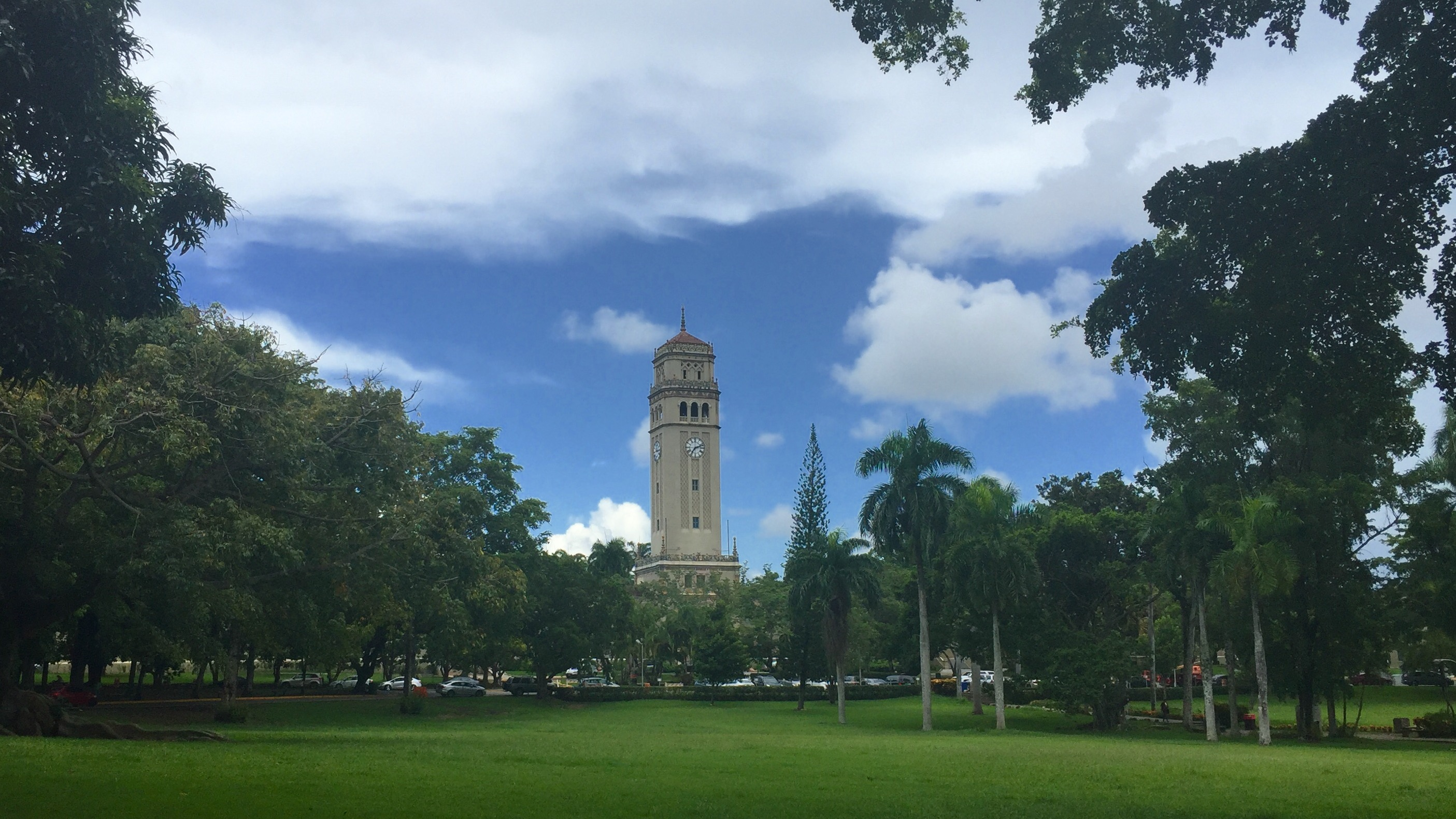
Universidad de Puerto Rico. Río Piedras

L'any 1902, Roqué va fundar una acadèmia de professorat a casa seva. Roqué també va ensenyar i preparar els alumnes per a l'examen de professor/a amb el Departament d'Ensenyament. Com a resultat del seu creixent interès per l'educació, Roqué va fundar el Liceo Ponceño (institut de noies de Ponce), la direcció del qual va assumir durant cinc anys, i el Col·legi de Mayagüez (que es va desenvolupar com el Campus Mayagüez de la Universitat de Puerto Rico). Així, doncs, va arribar a exercir el magisteri al llarg de vint-i-tres anys a les escoles públiques, als pobles de Humacao, Mayagüez, Vega Baja, Quebradillas i Ponce. Després obtindria autorització del Departament d'Educació per ensenyar el Batxillerat. També va contribuir a la fundació del campus de la Universitat de Puerto Rico a San Juan.

## Feminista
El 1917, Roqué i altres dones professionals van fundar la Liga Feminista Puertorriqueña, la primera organització feminista de Puerto Rico dedicada als temes dels drets de les dones, essent-ne la primera presidenta. El 1921 es va centrar en els drets de vot com la Lliga Social Sufragista. El 1924, les dones s'havien dividit per diferències polítiques i Roque va portar els seguidors a fundar l'Associació de Dones Sufragistes, que després canviaria el nom a Associació Insular de Votants Dones. Van lluitar pel sufragi femení sense restriccions (com ara proves d'alfabetització o de recursos). La primera fase es va aprovar el 1932 i el 1935, i totes les dones en edat de votar van poder votar.

## Llegat i honors
El 1932, la Universitat de Puerto Rico va concedir a Roque un títol de doctora honoris causa. També va ser nomenada presidenta d'honor del Partit Liberal de Puerto Rico.
L'any 1933, Ana Roqué Géigel de Duprey va morir a Río Piedras, i es va fer un homenatge a la seva vida. Una escola secundària a Humacao, Puerto Rico, i un carrer de San Juan porten el seu nom. Una escola primària de Chicago, Illinois, que té una gran població de Puerto Rico, porta també el seu nom.
Roque va ser pòstumament homenatjada per la National Women's History Alliance el 2020.